# Sylvie Borda
Pour les articles homonymes, voir Borda.
Sylvie Borda (née le 4 septembre 1966 à Pointe-à-Pitre) est une athlète française, spécialiste du triple saut.

## Biographie
Elle remporte sept titres de championne de France du triple saut : trois en plein air en 1990, 1992 et 1999, et quatre en salle en 1992, 1993, 1996 et 1998. En 1993, elle devient également championne de France en salle du saut en longueur.
Elle est la première détentrice du record de France du triple saut avec la marque de 13,12 m, le 29 juillet 1990 à Blois. Elle améliore ce record un an plus tard à Dijon avec 13,18 m.
Elle enseigne aujourd'hui au lycée Michel Montaigne à Bordeaux en tant que professeur d'EPS.

### Palmarès
- Championnats de France d'athlétisme :
  - vainqueur du triple saut en 1990, 1992 et 1999
- Championnats de France d'athlétisme en salle :
  - vainqueur du triple saut en 1992, 1993, 1996 et 1998
  - vainqueur du saut en longueur en 1993

### Records
| Épreuve     | Performance | Lieu | Date |
| ----------- | ----------- | ---- | ---- |
| Triple saut | 14,04 m     |      | 1999 |